# José Vítor da Costa Sequeira
José Vítor da Costa Sequeira (Braga, 9 de Novembro de 1847 — ?) foi um oficial da arma de Engenharia do Exército Português, onde atingiu o posto de coronel, que exerceu importantes funções como engenheiro no Ministério das Obras Públicas, Comércio e Indústria, sendo um dos pioneiros da moderna cartografia viária em Portugal.